# Catharsius aethiops
Catharsius aethiops là một loài bọ cánh cứng trong họ Bọ hung (Scarabaeidae).